# Minstraat
De Minstraat is een straat in de Nederlandse stad Utrecht.
De straat is gelegen in de buurt Abstede en loopt over een afstand van zo'n 200 meter van de Minstroom naar de Notenboomlaan. Halverwege kruist de Abstederdijk de Minstraat.
De Minstraat en omgeving zijn vandaag de dag vrijwel geheel bebouwd maar in vroegere tijden was het een land- en tuinbouwgebied op een steenworp afstand van de ommuurde stad. In de Utrechtse bebouwingsexpansie vanaf de 19e eeuw is de Minstraat rond 1900 aangelegd. Voor de verbinding in het noorden naar de Zonstraat werd dat jaar de Minbrug over de Minstroom geopend. Aan de westzijde van de straat zijn kort daarop een drietal hofjes gesticht die een gemeentelijk monument zijn. Gaandeweg de 20e eeuw, vooral in de jaren 1980, is een deel van de andere ontstane bebouwing gesloopt om plaats te maken voor nieuwbouw. Onder meer een school is daarin verdwenen.